# Live at Grimey's
Live at Grimey's é um EP ao vivo da banda Metallica. O EP foi gravado ao vivo em 12 de junho de 2008 na Record Grimey's Store, em Nashville, Tennessee. O álbum foi lançado em Cd e Vinil.

## Faixas
1. "No Remorse"
2. "Fuel"
3. "Harvester of Sorrow"
4. "Welcome Home (Sanitarium)"
5. "For Whom the Bell Tolls"
6. "Master of Puppets"
7. "Sad but True"
8. "Motorbreath"
9. "Seek & Destroy"

## Créditos
- James Hetfield - Vocal,Guitarra Base
- Lars Ulrich - Bateria
- Kirk Hammett - Guitarra Solo
- Robert Trujillo - Baixo